# Hull Football Club
El Hull Football Club o Hull RLFC és un club de rugbi lliga anglès de la ciutat de Kingston upon Hull, East Riding of Yorkshire.

## Història
El club va ser format per un grup d'antics alumnes de York, que havien estat a la Rugby School, el 1865. Aquest es reunien a la Young Mans Fellowship, a la St. Mary’s Church de Lowgate. El vicari Reverend Scott i els seus 5 fills eren el nucli de l'equip. Ben aviat es formà un altre club, el Hull White Star, que es fusionà amb el primer. El Hull Football Club fou un dels primers clubs del nord d'Anglaterra que ingressaren a la Rugby Football Union.
El Hull fou un dels 22 clubs que participaren en el cisma del rugbi del 1895 i que se separaren de la Rugby Football Union i crearen la Northern Union. L'any 1997 el club adoptà el nom de Hull Sharks, retornant més tard al seu nom tradicional de Hull FC.

## Palmarès

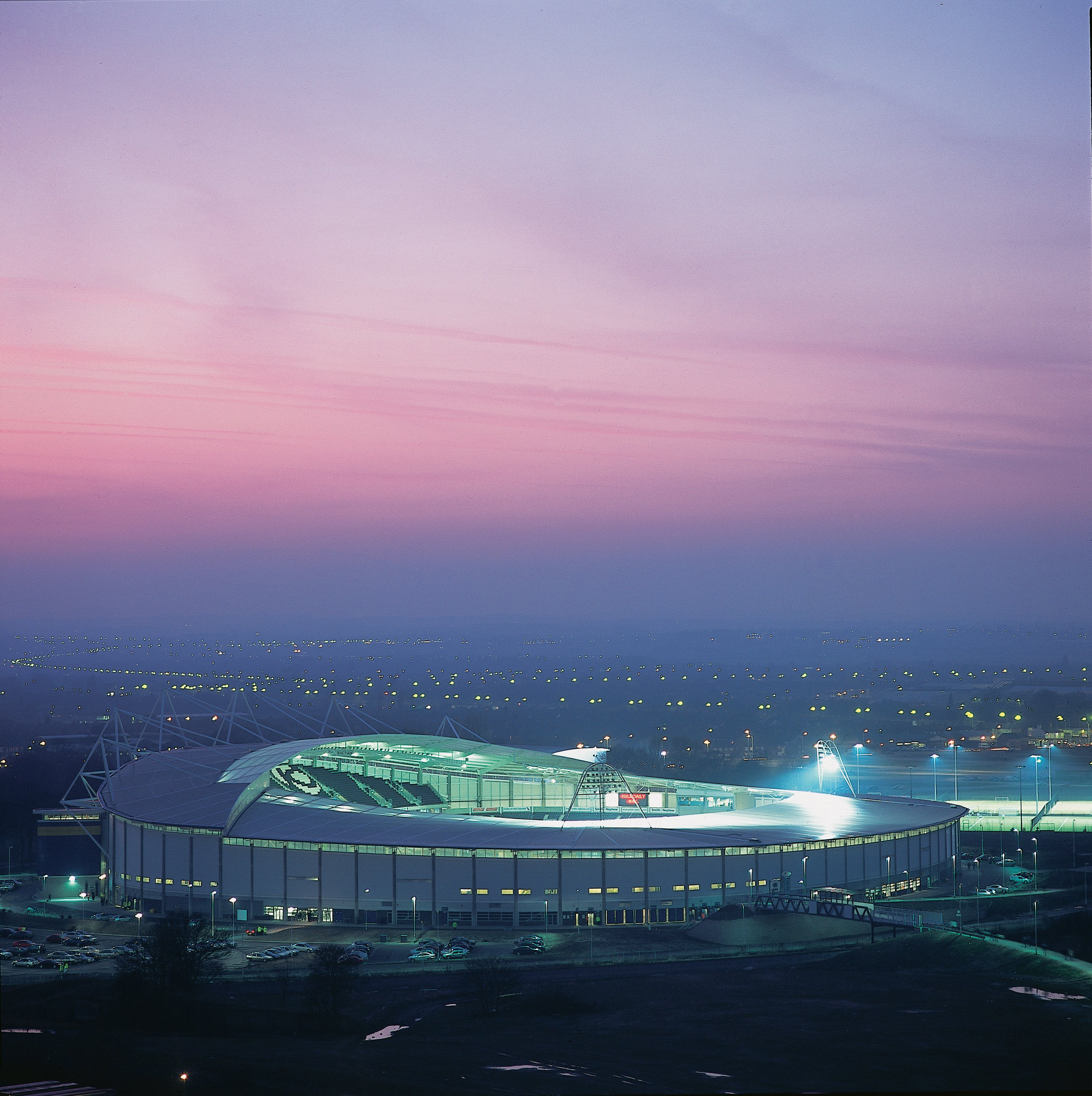
Kingston Communications Stadium.

- Campionat britànic de rugbi a 13 (6): 1919-20, 1920-21, 1935-36, 1955-56, 1957-58, 1982-83
- Challenge Cup (3): 1913-14, 1981-82, 2004-05
- Regal Trophy (1): 1981-82
- Rugby League Premiership (1): 1990-91
- Campionat britànic de segona divisió (3): 1976-77, 1978-79, 1996-97
- Yorkshire Cup (5): 1922-23, 1968-69, 1981-82, 1982-83, 1983-84
- Yorkshire League (4): 1918-19, 1922-23, 1926-27, 1935-36
- BBC2 Floodlit Trophy: 1979-80